# هانز بترسون
هانز بترسون (بالسويدية: Hans Pettersson)‏ (و. 1888 – 1966 م) هو فيزيائي من السويد .
وكان عضواً في الأكاديمية الملكية السويدية للعلوم، والجمعية الملكية .

## التعليم
تعلم في Institute for Radium Research, Vienna ‏

## مناصب وهيئات
أدار جامعة غوتنبرغ.